# Josef Lang (Bildhauer)
Josef Lang (* 1947 in Bad Tölz) ist ein deutscher Bildhauer.

## Leben
Nach Schulausbildung und einer kaufmännischen Lehre von 1964 bis 1967 mit nachfolgender Tätigkeit als Industriekaufmann entschied sich Lang 1977 sein bereits seit Kindestagen gefühltes Künstlersein auszuleben und begann eine Lehre als Steinmetz, um die handwerklichen Grundlagen zu erlernen. Nach Abschluss der Lehre studierte Lang von 1979 bis 1986 an der Akademie der Bildenden Künste in München Bildhauerei. Dort war er ein Meisterschüler von Erich Koch. Seither ist Lang als freischaffender Bildhauer tätig, ist Mitglied im BBK Allgäu/Schwaben-Süd und im Verein für zeitgenössische Kunst in Landsberg aktiv. Er ist verheiratet mit der Künstlerin Cornelia Rapp und lebt in München und Denklingen, wohin das Paar 1990 mit seinen zwei Kindern gezogen war.

## Werk

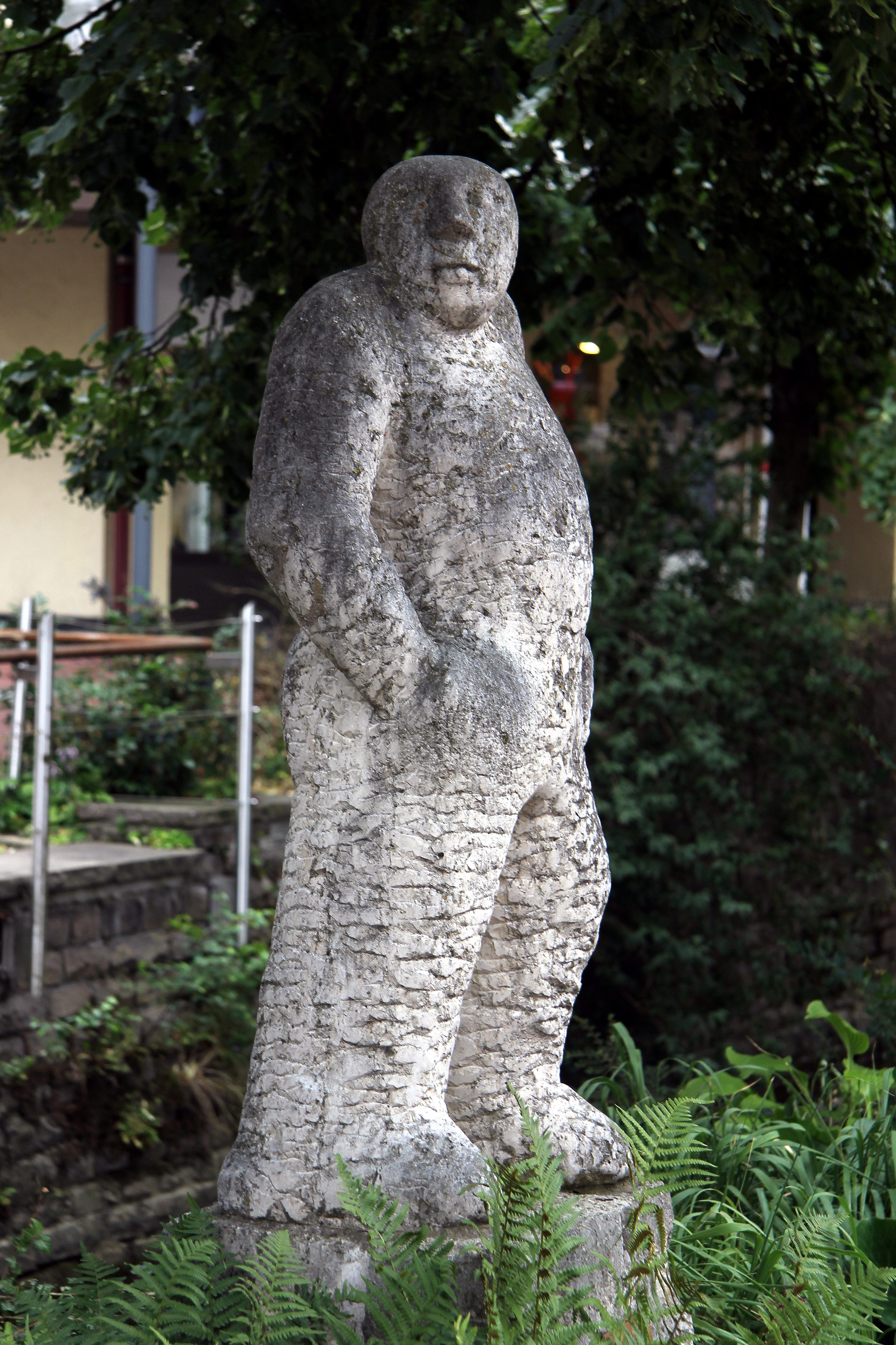
Dicke Sockelfigur, Bad Wörishofen

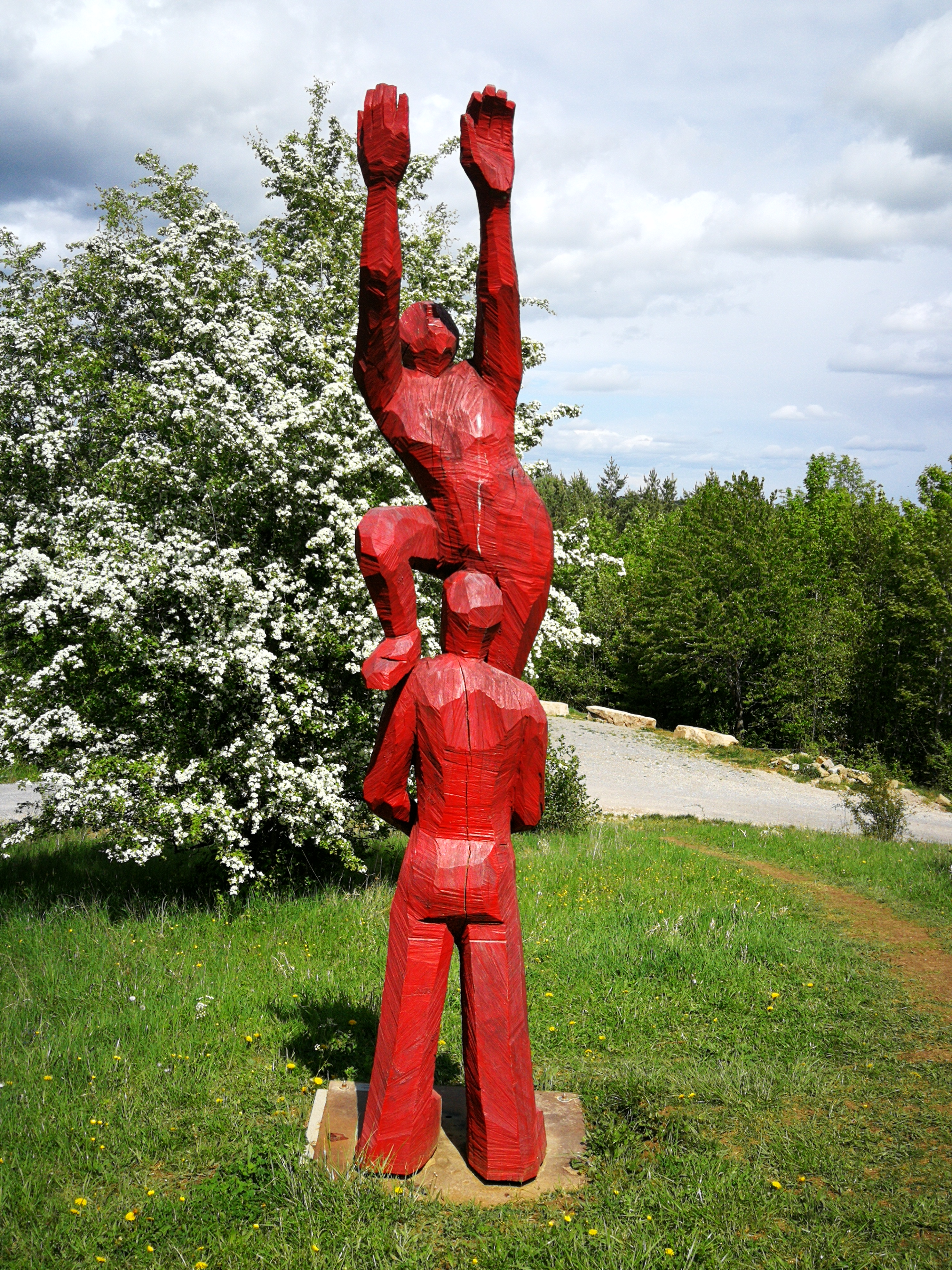
Sternenpflücker, am Schönbuchturm bei Herrenberg

Lang nutzt als Material für seine monumentalen Skulpturen Stein, Bronze und Holz, wobei seine neueren Skulpturen meist aus Holz bestehen, die er ohne Modell bevorzugt aus einem Eichenstamm fertigt. Er schätzt Holz als Material, da er damit relativ spontan arbeiten kann und vor allem bei Großplastiken schnell Ergebnisse erzielt. Lang stellt die Holzstämme mit einem Kran in seinem Denklinger Atelier senkrecht auf eine Drehscheibe und vermisst sie um Proportionen, Blickrichtung oder Beinstellung der späteren Figur zu planen. Danach arbeitet er mit einer Kettensäge teils von einem auf die benötigte Höhe gebrachten Gabelstapler aus, auf den eine Arbeitsplattform montiert ist. Häufig erhalten seine Figuren einen monochromen Überzug, z. B. durch Lasur oder indem er Farbpigmente trocken ins Holz einbürstet, meist in den Grundfarben oder einem dunklen Grünton. „Es sind Figuren mit mehreren Ansichtsachsen, die den Betrachter von jeder Seite etwas Neues entdecken lassen.“ „Die Holzskulpturen entfalten formal durch Größe, die archaisch anmutende Oberfläche mit den Spuren der Kettensäge, der Abstraktion der Körpersprache und der auffallenden Farbgebung eine monumentale Wirkung.“
Das „Ursprüngliche und Unverbrauchte sind charakterische Merkmale“ von Langs Schaffen. „Gespeist von einem archaischen Formenkanon, der aus zeitlich und räumlich weit voneinander entfernt liegenden Kulturen und Kunstlandschaften stammt, führen Josef Langs Figuren einen beständigen Dialog mit dem Künstler und dem Publikum.“ Als sein „Lebensthema“ bezeichnet er die „menschliche Figur als Ausdrucksträger von Menschlichkeit“; seine Formensprache als „reduzierten, gestischen Realismus“. Wichtig ist für Lang, dass seine Werke vom Betrachter als Ganzes und nicht in Fragmenten wahrgenommen werden. „Bei der Kunst von Josef Lang handelt es sich um Darstellung des ‚Allgemeingültigen im Konkreten‘, um ‚Abstraktion‘ im eigentlichen Sinn des Wortes, aber keineswegs um ‚Gegenstandslosigkeit‘.“ „Die introvertiert wirkenden Skulpturen von Josef Lang sind Metaphern der Menschlichkeit mit einem Schwerpunkt auf Eigenschaften, die im Alltag eher ausgegrenzt werden: Schutzbedürftigkeit und Verwundbarkeit, die Fähigkeit, jemand Fremden in die Arme zu nehmen, ihn auf die Schultern zu heben, zu tragen und zu ertragen.“
Bei der Aufstellung seiner Werke im öffentlichen Raum ist Lang wichtig, dass aus dem Aufstellungsplatz ein Raum wird, der sich durch die Skulptur definiert.

„Ich liebe es, wenn sich meine Skulpturen vor einer Ausstellung im Atelier versammeln. Es wird dann unglaublich lebendig. Alle scheinen sich etwas zu erzählen und sie bemerken mich nicht.“

Langs erste Ausstellungsbeteiligung fand 1982 im Rahmen des Kunstsalons im Haus der Kunst in München statt. Die erste Einzelausstellung folgte 1987 in der Galerie in der Remise im Schloss Feldkirch (Vorarlberg in Österreich). Danach folgten regelmäßig Einzelausstellungen im süddeutschen Raum. 2008 fand Langs erste Einzelausstellung außerhalb dieses Raumes in Köln statt. Auch die Aufstellung von Langs Plastiken im öffentlichen Raum erfolgten anfänglich hauptsächlich in Süddeutschland. Während der Ausstellung GEHAG-Forum 2008 waren erstmals Plastiken (Blauer Mann und Grüner Lauscher) von Lang in Berlin zu sehen. Sie schmücken den Vorplatz des Ausstellungsgebäudes in Berlin-Wilmersdorf. 2014 wurde im Rahmen des Fünf Seen Filmfestivals der Film Josef Lang & Tony Cragg über Langs Werk gezeigt.

### Auszeichnungen
1985 wurde Lang mit einem Stipendium der Accademia Carrara in Bergamo bedacht, erhielt 1998 den Kunstpreis der Sparkasse Nördlingen, 2007 den Preis des Kunstvereins beim 9. Kunstfrühling Bad Wörishofen und 2009 den Hubert-von-Herkomer Kunst- und Kulturpreis der Stadt Landsberg am Lech 2011 wurde er mit dem Kunstpreis der Stadt Bad Wörishofen und 2015 mit dem Ehrenpreis des Kunstvereins Bad Wörishofen ausgezeichnet. 2018 erhielt er den 1. Schweizer Skulpturenpreis bei der 7. Schweizerischen Triennale. 2022 wurde er mit dem Kunstpreis des Landkreises Landsberg am Lech ausgezeichnet.

### Arbeiten im öffentlichen Raum

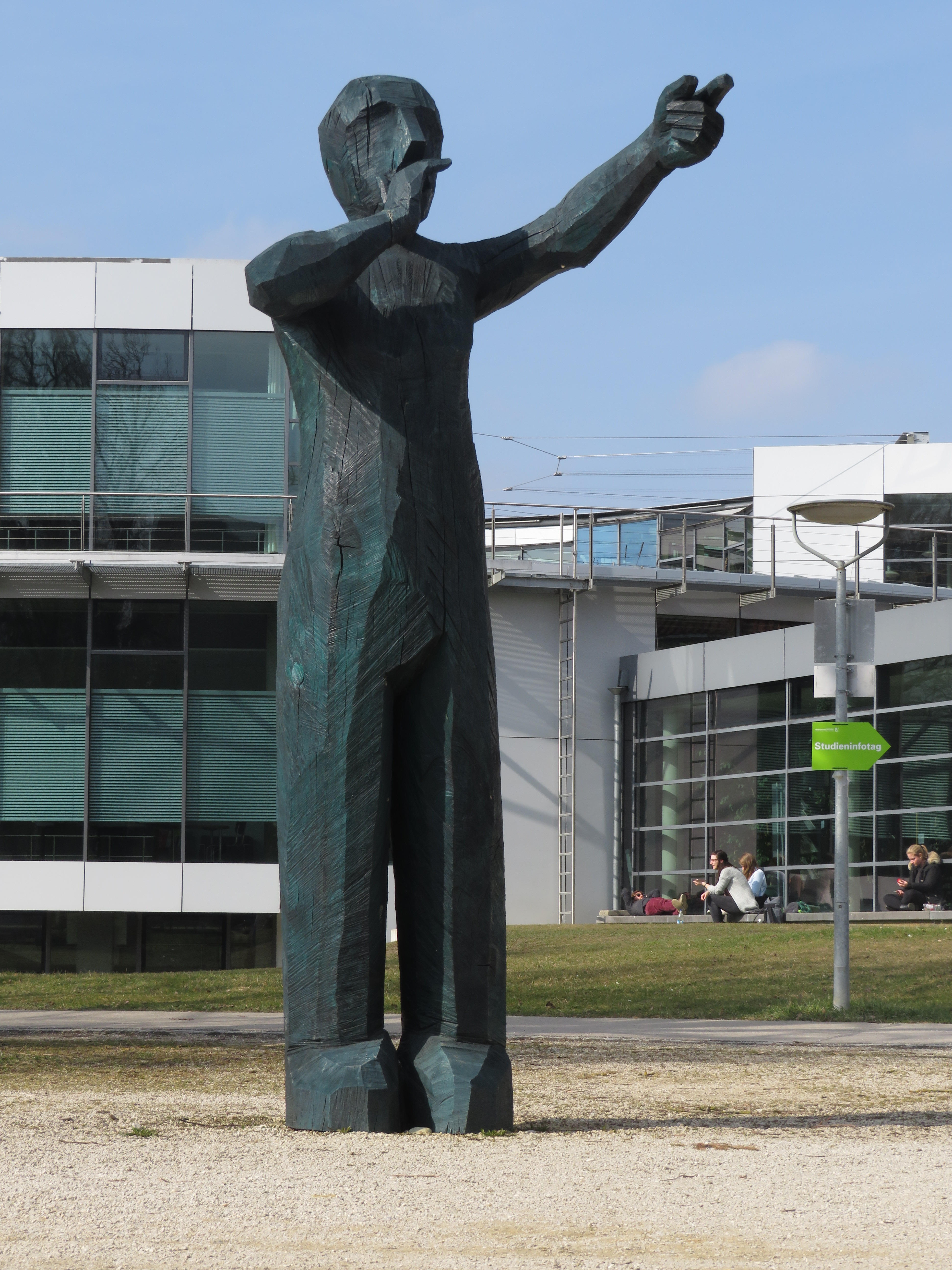
Skulptur, Weihenstephan
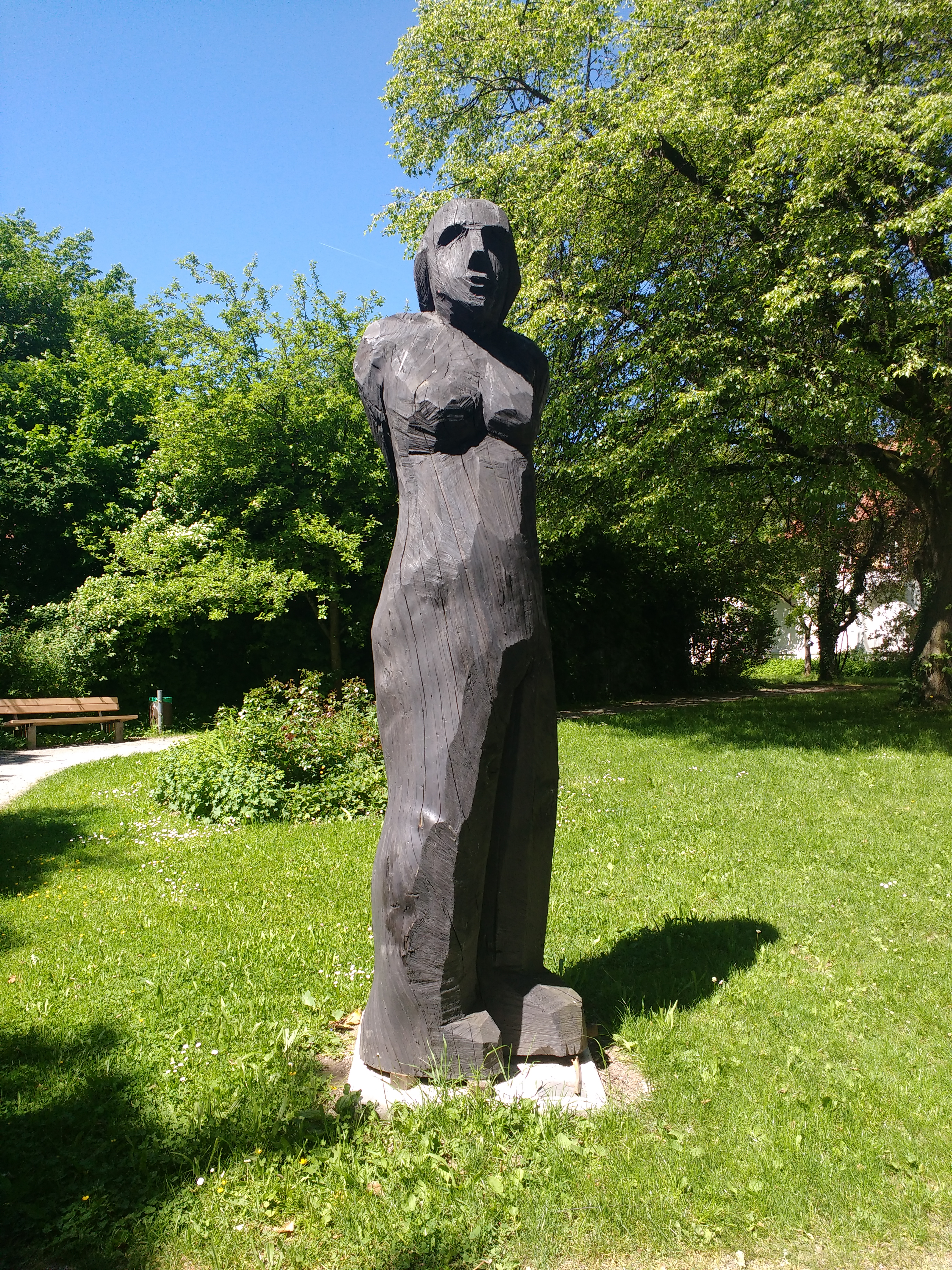
Lady in Black, Freising
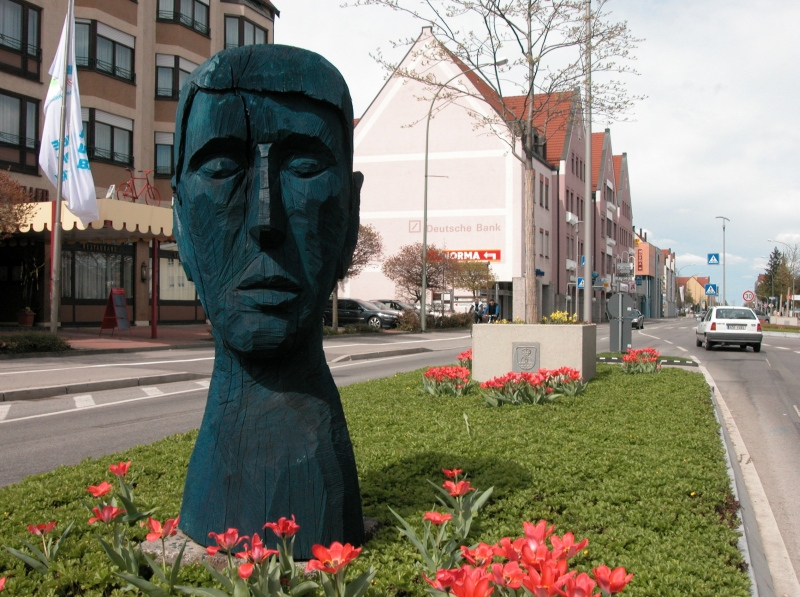
Blauer Kopf, 2004, Königsbrunn
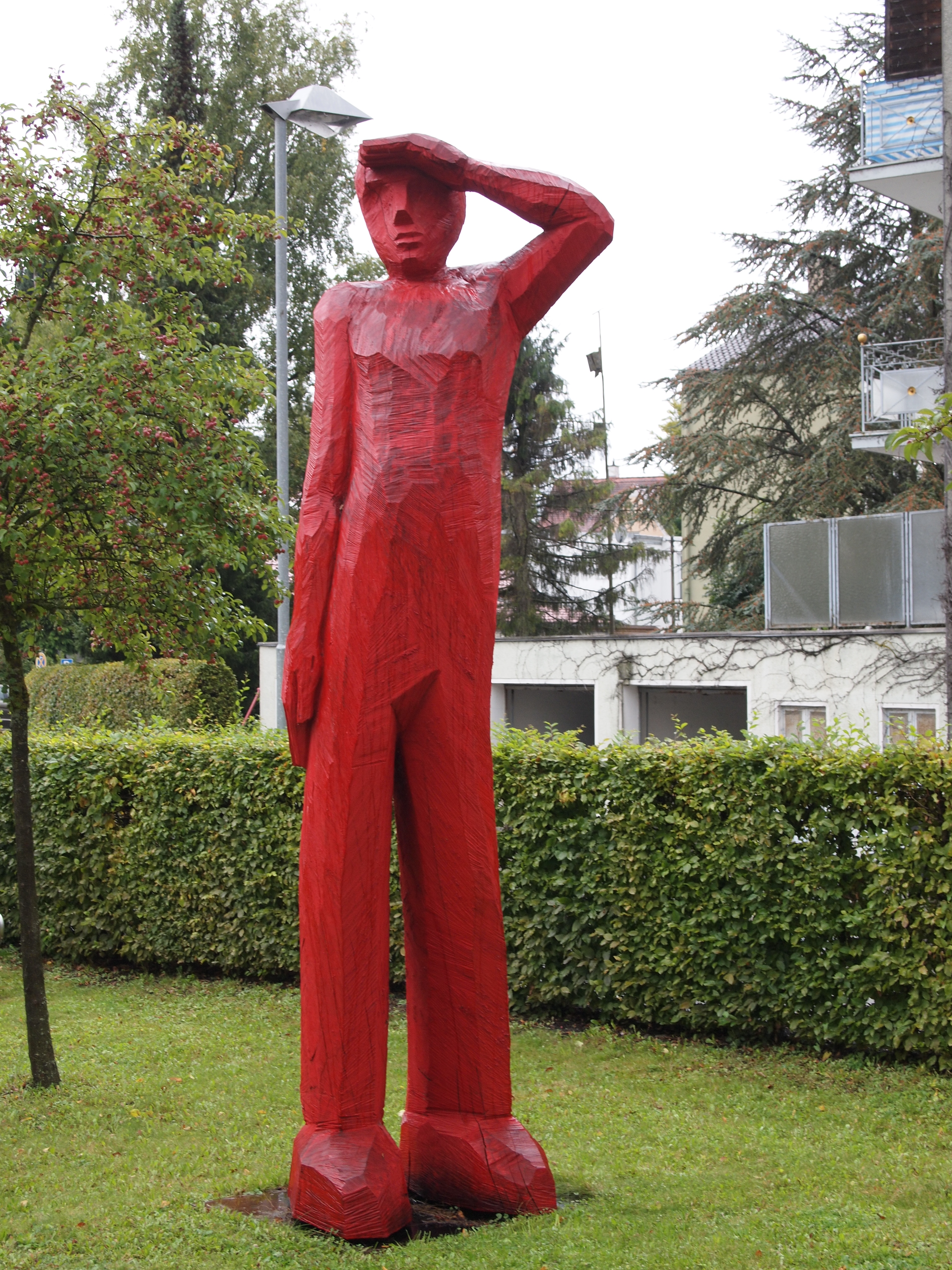
Licca-Mann, Landsberg am Lech
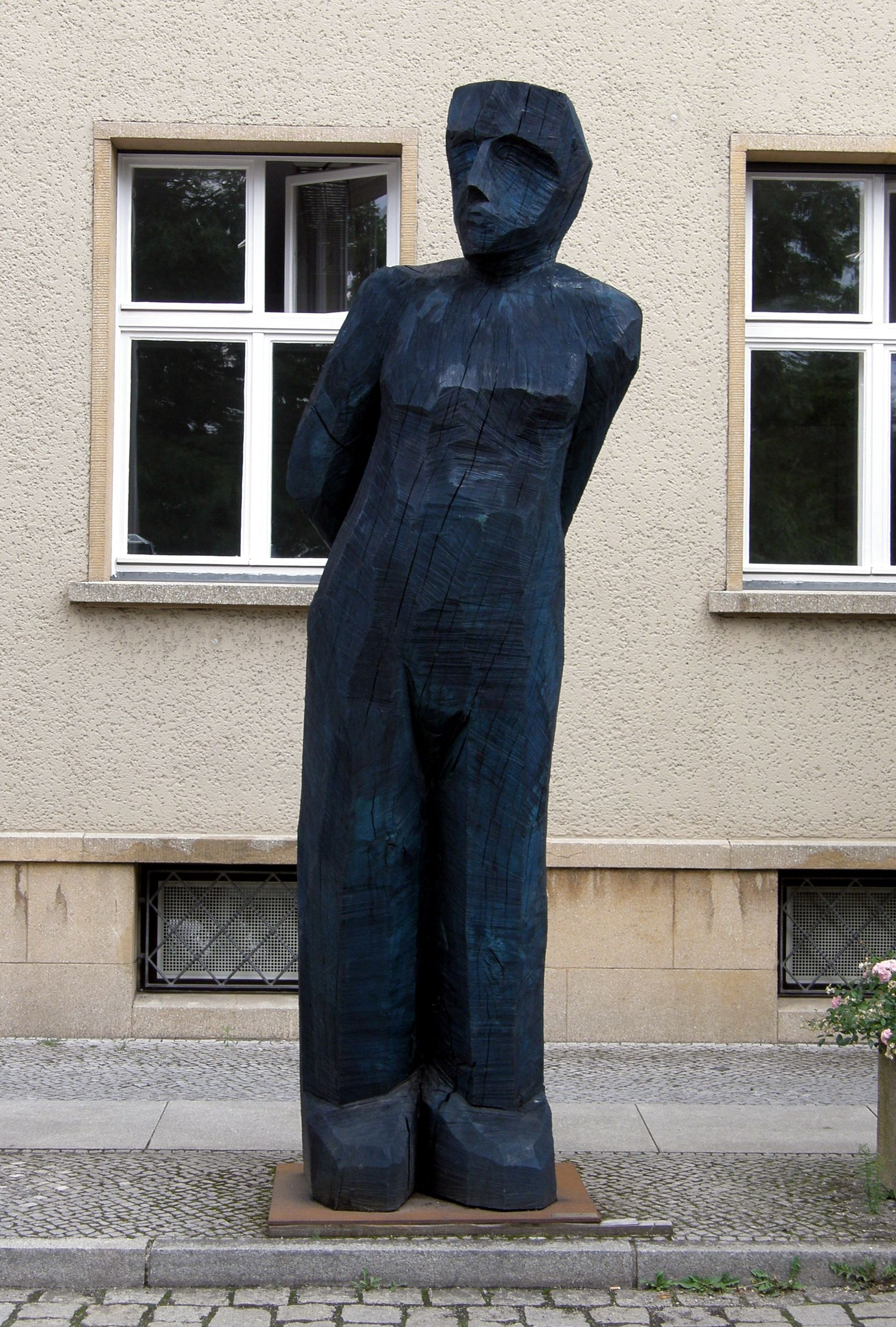
Blauer Mann, Berlin

- Sonnende, Unterhaching
- Paar 1, Donauwörth
- Überfahrt, Bronze-Brunnen, 1993, Friedhof Kaufering
- Guter Hirte,  Steinekirch
- Dicke Sockelfigur, 1993, Kneippstraße, Bad Wörishofen
- Schreitende Schmalfigur, Günzburg
- Verklärung Christi (vollplastisches Andachtsbild), Scheibe aus Lindenholz, Ø 4,60 m, Katholische Pfarrkirche Verklärung Christi in Schongau, 1994[15]
- Großer grüner Mann, Herrsching am Ammersee
- Schreitende Schmalfigur, 1994, Landsberg am Lech
- Licca-Mann, Landsberg am Lech
- Traumtänzer, Landsberg am Lech
- Blaue Sockelfigur, Allgäu-Museum im Kornhaus (Kempten), Kempten (Allgäu)
- Wandskulptur und Zwei Schüler, Lindenholz, 1999, Wielenbach
- Großer blauer Mann,  Lindenholz, 265 × 80 × 60 cm, Klinikum Großhadern, Großhadern
- Schauender, Eiche blau lasiert, 2000, Geisenfeld
- Jongleur (und fünf weitere Figuren), Aluminiumguss, 2007, Königsbrunn
- Große schreitende Schmalfigur, Weilheim
- Lady in Black, 2013, Amtsgerichtsgarten in Freising
- Paul, Eichenskulptur, rot lasiert, 4,2 m hoch, ca. 2,5 t schwer, Karlsruhe
- Louis, Eichenskulptur, 2009, rot lasiert, 550 × 530 × 160 cm, Burgau
- Blauer Mann, Mecklenburgische Straße, Berlin-Wilmersdorf
- Sternenpflücker, Eichenskulptur, rot lasiert, 4 m hoch, 2015, am Schönbuchturm[16]
- Meditationsraum, Gesamtausstattung, Kloster Oberschönenfeld

### Ausstellungen (Auswahl)
- 2021: Skulpturenpfad Sculptoura, Landkreis Böblingen, Museum Oberschönenfeld
- 2020: Jubiläumsausstellung. Villa Falkenhorst, Thüringen, Vorarlberg
- 2020: Bayerische Landesausstellung, Schloss Friedberg
- 2019: Rolf Gentz – Josef Lang "Landschaften und Menschen". Städtische Galerie Villa Streccius, Landau in der Pfalz[17]
- 2019: Der Bildhauer Josef Lang – Retrospektive. Galerie St. Ottilien und Klostergelände der Erzabtei Sankt Ottilien, Eresing
- 2018, Juli bis August: Josef Lang: Starke Männer – Holde Frauen (Figur am Bahnhofsvorplatz und Ausstellung im Kunstverein mit kleineren Figuren, Landschaften und abstrakten Arbeiten), Nibelungen-Festspiele Worms und Kunstverein Worms[18]
- 2018: Bad RagARTz – 7. Schweizerische Triennale der Skulptur, Bad Ragaz und Vaduz
- 2017, August bis November: fünf überdimensionale zwischen 3,20 und 3,40 m hohe Holz-Skulpturen in der Kemptener Innenstadt anlässlich der Kemptener „Gespräche zur Zeit“ (Der Suchende vor dem Eingangsbereich der St. Mang-Kirche, Skulpturen Rosa und Grünmann zwischen Rathaus und St. Mang-Kirche, Herzträger an der Prälat-Götz-Straße, Ahnenträger an der Ecke Stiftsplatz / Hildegardplatz), Kempten[19]
- 2017: 36 Holzfiguren, Galerie Schrade, Schloss Mochental[20][21]
- 2016: Da schau her – Dreißig Jahr Literatur und Kultur in Bayern. Kloster Benediktbeuern[22]
- 2016: Skulpturen im Stadtraum. Neun Skulpturen im Stadtgebiet, Donauwörth[23]
- 2015: MENSCH SEIN Skulpturen aus Holz von Josef Lang. Katholische Akademie in Bayern, München
- 2015: Bad RagARTz – 6. Schweizerische Triennale der Skulptur in Bad Ragaz und Vaduz[24]
- 2013/14: Skulpturen-Rundgang Freising mit zwölf Skulpturen (Schafhof und im  Stadtgebiet) und Kleinplastiken (Altes Gefängnis), Freising[25][26]
- 2013: Mensch – Tier – Landschaft. Kallmann-Museum im Schlosspark Ismaning[27]
- 2010: Skulpturen. Kloster Heilsbronn und im Stadtgebiet, Heilsbronn[28]
- 2009: Bad RagARTz – Schweizerische Triennale der Skulptur in Bad Ragaz und Vaduz[29]
- 2009: Josef Lang – Menschenbild im öffentlichen Raum. Kloster Benediktbeuern
- 2003: Künstlerhaus am Lenbachplatz
- 2000: Stadtmuseum Landsberg am Lech
- 1996: Malura Museum, Unterdießen
- 1992: Kloster Irsee
- 1988–89 Große Kunstausstellung. Haus der Kunst, München
- 1984 Internationales Bildhauersymposium, Carrara
- 1982–84 Kunstsalon. Haus der Kunst, München[30]

## Veröffentlichungen
- Christian Burchard, Josef Lang: Josef Lang – Werkverzeichnis. Skulpturen und Objekte, 1960–2019. EOS Verlag, Eresing 2019, ISBN 978-3-8306-7959-2.
- Kleinplastiken modellieren für Einsteiger. Droemer Knaur, München 1996, ISBN 3-426-64271-9.